# Provincia de Aín Defla
Aín Defla (en árabe: ولاية عين الدفلى) es un vilayato del norte de Argelia. Ocupa un área de 4.897 km².
El vilayato de Aín Defla se compone de 14 dairas y 36 comunas. Está situado al sudoeste de Argel, la capital nacional. Otras de sus localidades son: Miliana, Hammam Righa y Ain Torki.

## Localidades con población de abril de 2008
- Aïn Benian 5,488
- Aïn Bouyahia 16,213
- Aïn Defla 65,453
- Aïn Lechiekh 13,745
- Aïn Soltane 21,565
- Aïn Torki 9,546
- Arib 24,980
- Bathia 6,238
- Belaas 5,452
- Ben Allal 9,068
- Birbouche 4,897
- Bir Ould Khelifa 12,846
- Bordj Emir Khaled 8,598
- Boumedfaa 21,509
- Bourached 29,680
- Djelida 36,076
- Djemaa Ouled Cheikh 7,534
- Djendel 30,170
- El Abadia 40,697
- El Amra 31,073
- El Attaf 57,737
- El Hassania 4,037
- El Maine 12,835
- Hammam Righa 8,488
- Hoceinia 7,799
- Khemis Miliana 84,574
- Mekhatria 17,129
- Miliana 44,201
- Oued Chorfa 13,353
- Oued Djemaa 9,555
- Rouina 21,572
- Sidi Lakhdar 20,970
- Tacheta Zougagha 23,397
- Tarik Ibn Ziad 10,285
- Tiberkanine 16,384
- Zeddine 12,870